# 魯馬 (伊利諾伊州)
魯馬（英語：Ruma）是位於美國伊利諾伊州蘭道夫縣的一個村落。

## 地理
魯馬的座標為38°08′01″N 89°59′55″W / 38.13361°N 89.99861°W，而該地最高點為海拔高度135米（即443英尺）。

## 人口
根據2010年美國人口普查的數據，魯馬的面積為1.92平方千米，當中陸地面積為1.92平方千米，而水域面積為0.00平方千米。當地共有人口317人，而人口密度為每平方千米165人。